# Hendersonfruktduva
Hendersonfruktduva (Ptilinopus insularis) är en fågel i familjen duvor inom ordningen duvfåglar.

## Utseende och läte
Hendersonfruktduvan är en liten (22 cm) tvåfärgad fruktduva. Den är ljust blågrå på huvud, hals, bröst och övre delen av ryggen. Resten av kroppen  är olivgul, undertill ljusare och med gula undre stjärttäckare. På huvudet syns bjärt rosenrött på hjässa och panna, kantat av guldgult. Vidare är vingpennorna gulkantade, mot vitt på tertialerna, och stjärten är bronsglänsande ovan med vit spets. Näbben gulgrön, både öga och fötter orangeröda. Lätet är ett hest "coo".

## Utbredning och status
Fågeln förekommer enbart på Henderson Island i Pitcairnöarna. IUCN kategoriserar arten som sårbar.